# 日本地方自治研究学会
日本地方自治研究学会（にっぽんちほうじちけんきゅうがっかい、英: Nippon Urban Management and Local Government Research Association：The NUMLGRA、1984年（昭和59年）6月23日 -　）は、地方自治の科学化、近代化、民主化のための理論および政策等の調査研究をすすめ、地方自治の発展に貢献することを目的として設立された学会組織である。会員の主体は研究者、自治体関係者、公認会計士などの専門家、地方自治に関心を持つ者である。学会事務局は株式会社清文社にある。

## 学会賞
地方自治の発展に寄与するため、会員の優れた研究業績を顕彰することを目的として、日本地方自治研究学会賞（The NUMLGRA Award）が置かれている。
1. 論文部門 - 学会誌に掲載された論文を対象とする。
2. 著作部門 - 地方自治に関する著作を対象とする。